# Juanichi El Manijero
Juan Fernández Carrasco, alias Juanichi El Manijero est un chanteur et compositeur de flamenco du XIXe siècle né à Jerez de la Frontera. Père de Tío Parrilla, il créa un chant  siguiriya d'interprétation difficile,,,.